# Spice Girls
Spice Girls foi um girl group britânico de música pop formado em 1994. O grupo é formado por Melanie Brown ("Scary Spice"), Melanie Chisholm ("Sporty Spice"), Emma Bunton ("Baby Spice"), Geri Halliwell ("Ginger Spice"), e Victoria Beckham ("Posh Spice"). Elas foram reunidas pela Heart Management, que realizou audições para criar um grupo feminino para competir com as boy bands britânicas, populares na época. Após deixarem a Heart, o grupo contratou Simon Fuller como seu empresário e mentor e assinaram com a Virgin Records. Elas lançaram seu primeiro single, "Wannabe", que alcançou o topo das paradas em mais de 30 países, incluindo os Estados Unidos, fazendo as garotas tornarem-se "fenômenos globais". Seu álbum de estreia, Spice – que extraiu outras canções de sucesso como "Say You'll Be There", "2 Become 1" e "Who Do You Think You Are"/"Mama" – vendeu 31 milhões de cópias, tornando-se o mais comprado de todos os tempos por um grupo só de mulheres. O disco seguinte das meninas, Spiceworld, vendeu 20 milhões de cópias em todo o mundo. A obra, ainda, teve como músicas de trabalho, "Spice Up Your Life", "Too Much" e "Viva Forever", que foram primeiro lugar no Reino Unido. Ambos os álbuns encapsularam o estilo teen pop e a mensagem de empoderamento feminino, com contribuições vocais e de composição compartilhadas igualmente pelas integrantes.
Em maio de 1998, Halliwell anunciou sua saída das Spice Girls no meio de uma turnê mundial. Após liderarem as paradas britânicas com "Goodbye" (1998), o quarteto remanescente lançou seu terceiro disco, Forever (2000), este mais influenciado pelo R&B. No final de 2000, elas entraram em um hiato para se concentrarem em suas carreiras solo. Desde então, se reuniram para uma apresentação na cerimônia de encerramento dos Jogos Olímpicos de Verão de 2012 e para duas turnês: The Return of the Spice Girls (2007–08) como um quinteto e a Spice World – 2019 Tour, sem Beckham. Ambas ganharam o Billboard Live Music Award como as digressões de maior bilheteria de todos os tempos por um grupo feminino.
As Spice Girls ganharam cinco Brit Awards, três American Music Awards, quatro Billboard Music Awards, três MTV Europe Music Awards e um MTV Video Music Awards. Com mais de 100 milhões de gravações comercializadas, elas são o grupo feminino que mais vendeu de todos os tempos. Elementos notáveis do simbolismo das Spice Girls incluem o vestido de Halliwell com a bandeira do Reino Unido e o rótulo "girl power". São citadas como parte da invasão musical britânica aos Estados Unidos da década de 1990. Elas se tornaram um dos motores de marketing de maior sucesso já visto, com seus lucros globais estimados em 500-800 milhões de dólares entre 1996 e 1998. Descritas como o maior fenômeno pop britânico desde a Beatlemania, a revista Time as chamou de "o rosto mais reconhecível" da Cool Britannia e o maior símbolo da cultura juvenil britânica de meados da década de 1990.

## Biografia

### 1994–96: Formação e início
"PROCURA-SE: Tens entre 18-23 anos e sabe cantar/dançar? Você é dinâmica, extrovertida, ambiciosa e esforçada? A Heart Management Ltd. é um consórcio de gerenciamento da indústria da música amplamente bem-sucedido que atualmente está formando um grupo pop feminino, coreografado, com dança/canto para um contrato de gravação. Audição aberta. Danceworks, Rua Balderton 16. Sexta-feira, 4 de março. 11h00-17h30. Por favor, traga partitura ou cassete de apoio".

– Anúncio da revista The Stage
Em meados da década de 1990, Bob e Chris Herbert, da Heart Management, decidiram criar um girl group para competir com boy bands, como Take That e East 17, que dominavam a cena da música pop na época. Em fevereiro de 1994, junto com o financista Chic Murphy, eles colocaram um anúncio na revista especializada The Stage, pedindo que cantoras fizessem uma audição nos estúdios da Danceworks para uma banda pop exclusivamente feminina . Aproximadamente 400 meninas participaram do evento, durante a qual foram colocadas em grupos de 10 e dançaram uma coreografia para a música "Stay", do Eternal, seguida de audições solo em que foram convidadas a cantar músicas de sua própria escolha. Depois de várias semanas, Victoria Adams, Melanie Brown, Melanie Chisholm e Michelle Stephenson, ficaram entre as 12 escolhidas para uma segunda rodada de testes em abril; Geri Halliwell também participou da segunda audição, apesar de ter perdido a primeira.
Uma semana depois da segunda audição, as meninas foram convidadas a ir novamente ao Nomis Studios em Shepherds Bush. Durante a sessão, Adams, Brown, Chisholm, Halliwell e Stephenson foram selecionadas para um grupo, inicialmente, chamado Touch. Elas mudaram-se para uma casa em Maidenhead, Berkshire, e passaram a maior parte de 1994 preparando-se. Durante os dois primeiros meses, elas trabalharam em um disco demo no South Hill Park Recording Studios, em Bracknell, com o produtor e dono de estúdio, Michael Sparkes, e o compositor e arranjador Tim Hawes. De acordo com Stephenson, o material que o grupo recebeu era "muito, muito pop jovem"; uma das músicas que elas gravaram, "Sugar and Spice", seria a fonte de seu nome definitivo. Elas também trabalharam em várias coreografias no Trinity Studios em Knaphill, perto de Woking, Surrey. Alguns meses após o início dos trabalhos, Stephenson saiu do grupo e foi substituída por Emma Bunton. Foi também nessa época que Halliwell surgiu com o nome da banda, Spice.
O grupo se sentiu inseguro com a falta de um contrato e ficou frustrado com a direção em que a Heart Management estava conduzindo. Em outubro de 1994, elas começaram a a bater nas portas de agências de gerenciamento. Elas persuadiram Bob Herbert a montar uma performance do grupo na frente de compositores, produtores e homens de A&R, em que receberam uma reação "extremamente positiva". Vendo o interesse no grupo, os Herberts rapidamente começaram a criar um contrato para elas. Encorajadas pela reação que haviam recebido na apresentação no Nomis, todas as cinco componentes atrasaram a assinatura dos contratos por consultoria jurídica de, entre outros, o pai de Adams.
Em março de 1995, o grupo se separou da Heart Management devido à sua frustração com a falta de vontade da empresa em ouvir suas visões e ideias. Para garantir que elas mantivessem o controle de seu próprio trabalho, elas supostamente roubaram as suas demos dos escritórios de gerenciamento. Nesse mesmo dia, o grupo localizou o produtor Eliot Kennedy, de Sheffield, que estivera presente na apresentação, e o convenceu a trabalhar com elas. Elas foram apresentadas à dupla de produtores de discos Absolute, que por sua vez chamaram a atenção de Simon Fuller, da 19 Entertainment, que as assinou em março de 1995. Durante o verão daquele ano, o grupo fez turnê em Londres e Los Angeles com Fuller, assinando um contrato com a Virgin Records em setembro de 1995. Seu nome foi mudado para Spice Girls, já que um rapper já estava usando o nome Spice. Deste ponto em diante até o verão de 1996, o grupo continuou a escrever e gravar faixas para o seu álbum de estreia, enquanto viajava extensivamente pela costa oeste dos Estados Unidos, onde assinaram um contrato de distribuição com a Windswept Pacific.

### 1996–97:Spicee explosão

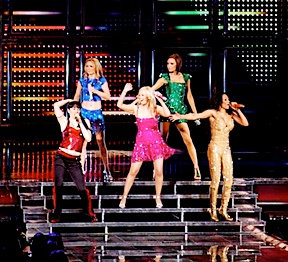
O grupo apresentando "Wannabe" no Air Canada Centre em Toronto, durante a turnê Return of the Spice Girls, 2007

Em 7 de julho de 1996, as Spice Girls lançaram seu primeiro single "Wannabe" no Reino Unido. Nas semanas que antecederam o lançamento, o vídeo da canção (dirigido pelo diretor de comerciais sueco Johan Camitz e filmado em abril no Midland Grand Hotel em Londres), foi exibido no canal de música The Box. A gravação, que tornou-se um sucesso instantâneo, foi transmitido até setenta vezes por semana em seu auge. Em julho de 1996, o grupo realizou sua primeira entrevista, com Paul Gorman, editor colaborador da revista Music Week, na sede da Virgin Records em Paris. A publicação reconheceu que as Spice Girls estavam prestes a instituir uma mudança nas paradas, longe do britpop e aproximando-se do pop. Ele escreveu: "Quando meninos com guitarras ameaçam governar a cultura pop [...] um grupo pop só de garotas chegou com bastante insolência para estourar aquela bolha do rock". A canção entrou no terceiro lugar da UK Singles Chart, antes de subir para o primeiro na semana seguinte, onde permaneceu por sete semanas. A música provou ser um sucesso global, alcançando o topo das paradas em 37 países, e se tornando não só o single de estreia mais vendido, mas também o que mais vendeu de todos os tempos por um grupo feminino.
O grupo lançou seus próximos singles; em outubro, "Say You Be There" foi lançado e ficou no topo da UK Singles Chart por duas semanas. Em dezembro, "2 Become 1" foi lançado, tornando-se o primeiro single do grupo feminino a alcançar o primeiro lugar no Reino Unido na semana de Natal, vendendo 462 mil cópias em sua primeira semana. As duas faixas continuaram as vendas notáveis do grupo, dando a elas três das cinco músicas mais vendidas de 1996 no Reino Unido. Em novembro de 1996, as Spice Girls lançaram seu primeiro álbum, Spice, na Europa. O sucesso foi sem precedentes e atraiu comparações com a Beatlemania. A imprensa as apelidou tal comoção de "Spicemania". Em sete semanas, Spice vendeu 1,8 milhão de cópias somente no Reino Unido, tornando-as a banda britânica que vendeu mais em menos tempo, desde os The Beatles. No total, o álbum vendeu mais de 3 milhões de cópias no país, tornando-se um dos álbuns mais vendido de todos os tempos por lá. Foi certificado dez vezes platina, e ficou em primeiro lugar por quinze semanas não consecutivas. Na Europa, tornou-se o disco mais vendido de 1997 e foi certificado oito vezes platina pela International Federation of the Phonographic Industry (IFPI) por vendas superiores a 8 milhões de cópias.
Em novembro, as Spice Girls atraíram uma multidão de 500 mil pessoas quando ligaram as luzes de Natal na Oxford Street, em Londres. Ao mesmo tempo, Fuller começou a estabelecer acordos de patrocínio multimilionários de milhões de libras para o grupo com a Pepsi, Walkers, Impulse, Cadbury e Polaroid. Em dezembro, elas ganharam três troféus nos prêmios Smash Hits na London Arena, incluindo melhor vídeo por "Say You Be There". Em janeiro de 1997, o grupo lançou "Wannabe" nos Estados Unidos. O single também provou ser um catalisador para ajudá-las a entrar no notoriamente difícil mercado estadunidense, quando estreou na Billboard Hot 100 no número onze. Na época, essa foi a melhor estreia de todos os tempos por uma banda não-americana, superando o recorde anterior de "I Want to Hold Your Hand", dos Beatles, e a maior estreia de um primeiro single de um artista desde "Ironic", de Alanis Morissette. "Wannabe" finalmente alcançou o número um nos Estados Unidos, por quatro semanas. Em fevereiro de 1997, Spice foi lançado em terras americanas, e se tornou o álbum mais vendido de 1997 no país, alcançando o primeiro lugar, e foi certificado sete vezes platina pela Recording Industry Association of America (RIAA), por vendas de mais de 7 milhões de cópias. Foi incluído na lista dos 100 maiores álbuns de todos os tempos pela RIAA, com base nas vendas americanas. No total, vendeu mais de 28 milhões de cópias em todo o mundo, tornando-se o álbum mais vendido de todos os tempos por um grupo feminino.
Em fevereiro de 1997, as Spice Girls compareceram ao Brit Awards, onde abriram a premiação com um medley de "Wannabe" e "Who Do You Think You Are", com Halliwell usando um vestido com uma estampa da bandeira do Reino Unido, que se tornou um dos mais famosos da cultura pop. Na ocasião, elas ganharam dois prêmios: Melhor Vídeo Britânico por "Say You Be There" e Melhor Single Britânico por "Wannabe". Em março, "Mama"/"Who Do You Think You Are" foram lançados na Europa, o último do álbum Spice, que mais uma vez alcançou o primeiro lugar em terras britânicas. Com isso, as Spice Girls converteram-se no primeiro grupo desde o Jackson 5 a ter quatro singles sucessivos a alcançar o primeiro lugar. Girl Power!, primeiro livro e manifesto das Spice Girls, foi lançado no final daquele mês na Virgin Megastore. Sua tiragem inicial de 200 mil cópias esgotou em um dia e acabou sendo traduzida para mais de 20 idiomas. Em abril, One Hour of Girl Power foi lançado; vendeu 500 mil cópias no Reino Unido entre abril e junho e tornou-se o álbum de vídeo pop mais vendido de todos os tempos. Em maio, o filme Spice World foi anunciado no Festival de Cannes. O grupo também realizou seu primeiro show ao vivo para a realeza da Grã-Bretanha. No evento, elas violaram o protocolo real quando Brown e Halliwell deram beijos nas bochechas do príncipe Charles e beliscaram seu traseiro, causando polêmica. Nos Ivor Novello Awards, o grupo ganhou o prêmio de Melhor Sucesso Britânico do Ano e Melhor Single Britânico por "Wannabe". Em setembro, elas cantaram "Say You Be There" no palco dos MTV Video Music Awards de 1997, e ganharam o prêmio de Melhor Vídeo de Dança por "Wannabe". No Billboard Music Awards, o grupo ganhou quatro prêmios; Revelação do Ano, Grupo do Ano do Hot 100, Álbum de um Grupo do Ano e Álbum do Ano por Spice.

### 1997–98:Spiceworlde saída de Halliwell
Em outubro de 1997, as Spice Girls lançaram o primeiro single de sua próxima era, "Spice Up Your Life", que estreou em primeiro lugar nas paradas britânicas, tornando-se o quinto single número um consecutivo do grupo. Naquele mesmo mês, as Spice Girls realizaram seu primeiro grande concerto chamado Girl Power! Live in Istanbul, ao vivo para 40 mil fãs em Istambul, na Turquia. Mais tarde, elas viajaram para a África do Sul para conhecer Nelson Mandela, que revelou: "Estas são minhas heroínas". Em novembro, as Spice Girls lançaram seu segundo álbum, Spiceworld. O álbum estabeleceu um novo recorde para o grupo, quando o álbum vendeu sete milhões de cópias ao longo de duas semanas. Recebendo críticas favoráveis, o disco vendeu mais de 10 milhões de cópias apenas com vendas combinadas da Europa, Canadá e Estados Unidos, e 20 milhões de cópias em todo o mundo. Criticadas nos Estados Unidos por lançar o álbum apenas nove meses após seu material de estreia, o que rendeu ao grupo dois álbuns simultaneamente entre os dez primeiros na parada. Sofrendo de exposição excessiva no Reino Unido, as Spice Girls começaram a receber uma reação negativa de mídia. O grupo foi criticado pelo número de acordos de patrocínio assinados — mais de vinte no total — e elas começaram a testemunhar a queda de posições nas paradas internacionais.
Em 7 de novembro de 1997, o grupo apresentou "Spice Up Your Life" no MTV Europe Music Awards de 1997. Depois dessa apresentação, as Spice Girls tomaram a decisão de assumir o comando do grupo e demitiram seu empresário Fuller. A demissão foi notícia de primeira página em todo o mundo. Muitos comentaristas especularam que ele tinha sido o verdadeiro mentor do grupo, e que este foi o momento em que a banda perdeu seu ímpeto e direção. Mais tarde, naquele mês, elas se tornaram o primeiro grupo pop a se apresentar no An Audience With..., do canal ITV; seu show foi assistido por 11,8 milhões de telespectadores no Reino Unido, representando um quinto da população do país na época. Em dezembro, o segundo single de Spiceworld, "Too Much", foi lançado; tornou-se o segundo do grupo a alcançar o primeiro lugar no Reino Unido na semana de Natal e o sexto a alcançar o topo. Em dezembro de 1997, o filme Spice World foi lançado, sendo um sucesso de bilheteria e fracassando nas críticas. O grupo terminou 1997 como o artista mais tocado do ano nas rádios americanas.

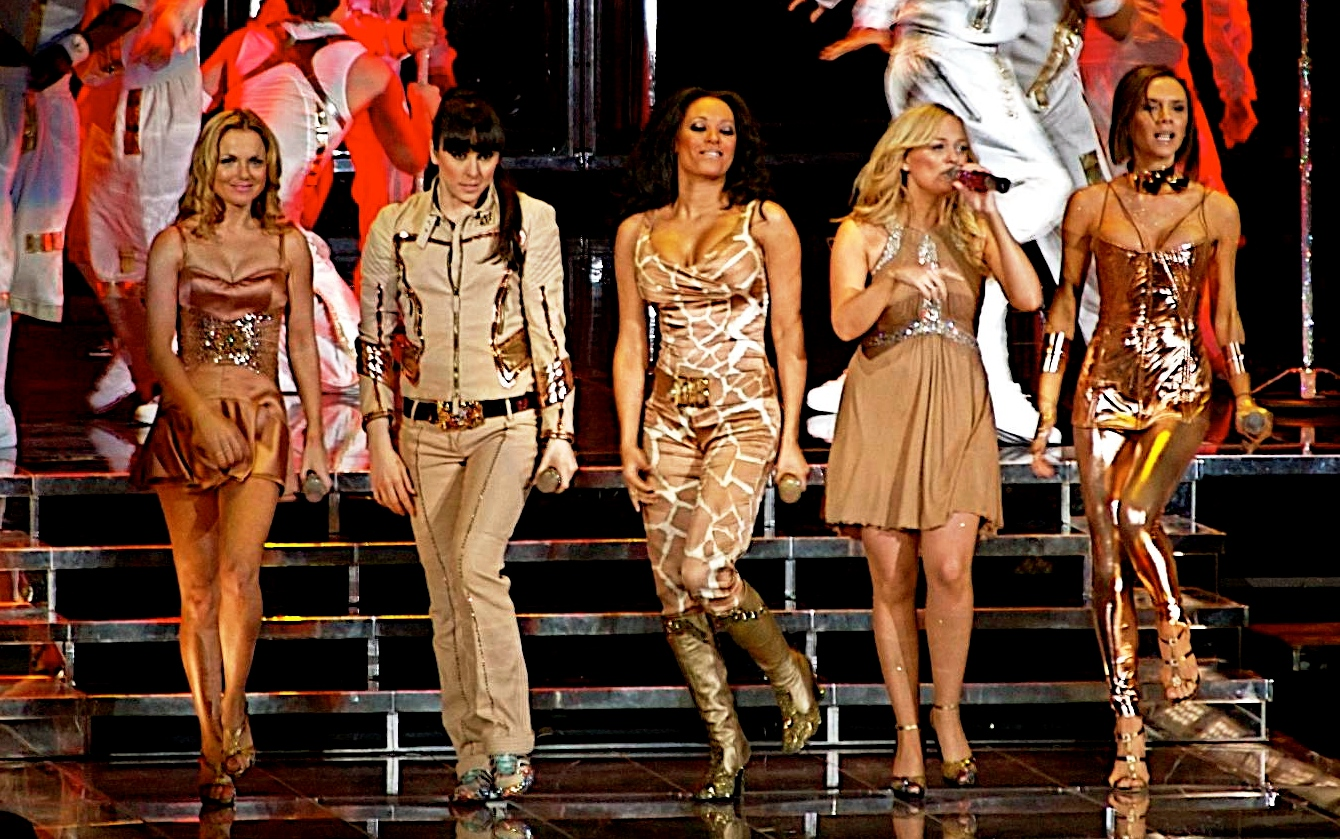
As Spice Girls cantando "Stop", seu único single a não alcançar o topo das paradas britânicas à época de seu lançamento, durante a turnê The Return of the Spice Girls.

Nos American Music Awards de 1998, em 26 de janeiro, as Spice Girls ganharam os prêmios de Álbum Pop Favorito, Novo Artista Favorito e Grupo Pop Favorito. Em fevereiro, elas ganharam um prêmio especial pelo sucesso internacional, no Brit Awards, com vendas combinadas de álbuns e singles em mais de 45 milhões de cópias em todo o mundo. Naquela noite, o grupo cantou seu próximo single, "Stop", a primeira faixa a não atingir o número um no Reino Unido, ficando na segunda posição. No mesmo mês, elas embarcaram na turnê mundial Spiceworld Tour, que passou pela Europa e a América do Norte. Mais tarde, naquele ano, o grupo foi convidado para cantar a canção oficial da Inglaterra para a Copa do Mundo FIFA de 1998, "How Does It Feel (To Be on Top of the World)". Em 31 de maio, Halliwell anunciou sua saída das Spice Girls em uma declaração por meio de seu advogado. A cantora alegou que estava sofrendo de exaustão e queria fazer uma pausa. Rumores de uma briga com Brown, como sendo o motivo verdadeiro de sua saída, foi divulgado pela imprensa. A saída de Halliwell chocou os fãs e se tornou uma das maiores notícias de entretenimento do ano. As quatro outras Spice Girls, por sua vez, anunciaram que continuariam com os trabalhos do grupo. "Viva Forever" foi lançado como o quarto e último single de Spiceworld. O videoclipe foi feito antes da saída da cantora e apresenta as garotas em forma de animação em stop motion. A canção foi novamente um sucesso, alcançando o topo das paradas no Reino Unido.

### 1998–2000:Forevere hiato

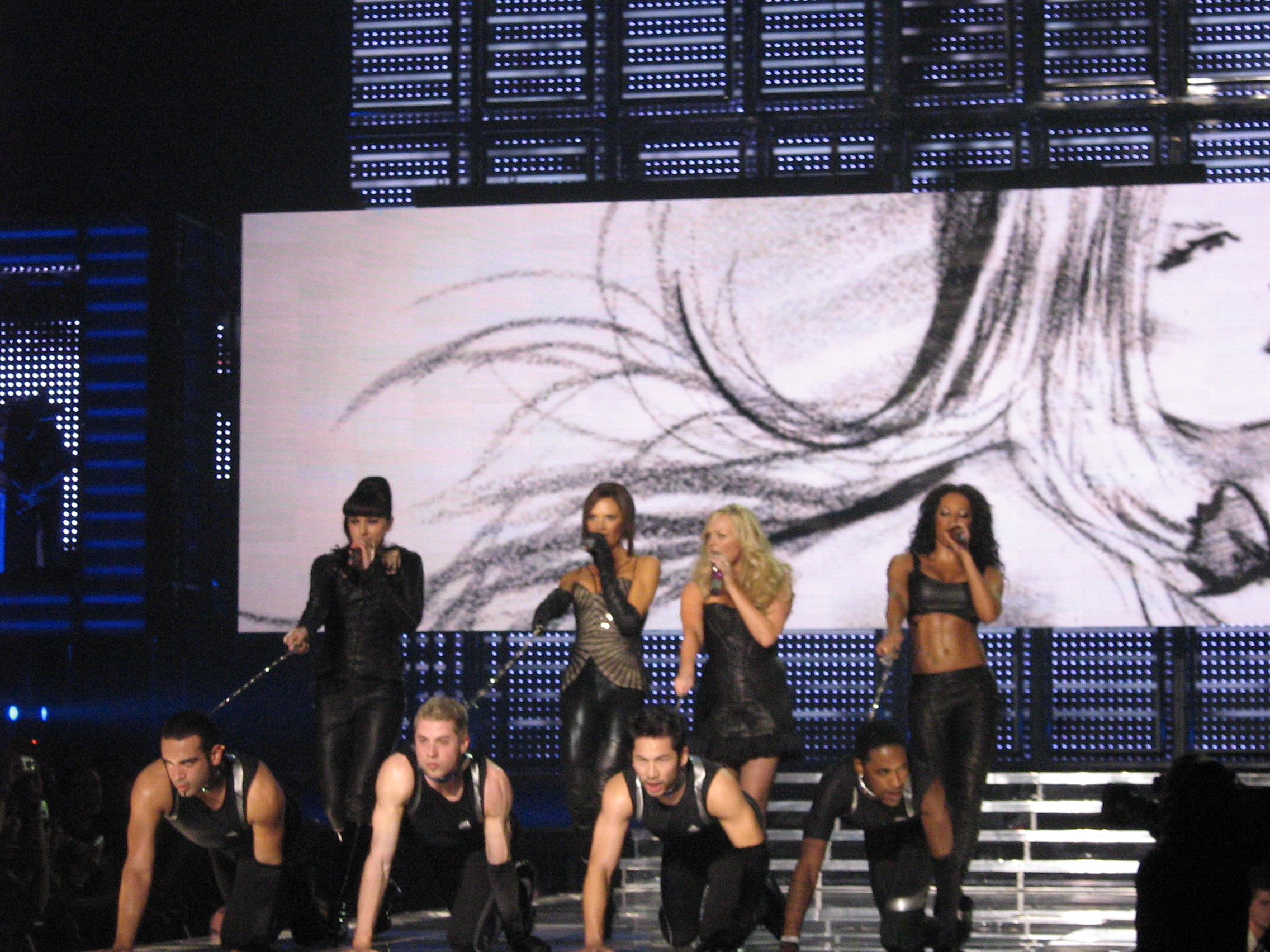
As Spice Girls, como um quarteto, cantando "Holler" na turnê Return of the Spice Girls.

Em novembro de 1998, Bunton e Chisholm apareceram no MTV Europe Music Awards de 1998 sem as outras integrantes da banda, onde venceram dois prêmios: "Melhor Artista Pop" e "Melhor Grupo", este último pela segunda vez. No final de 1998, Brown e Adams anunciaram que ambas estavam grávidas; Brown casou-se com o dançarino Jimmy Gulzer e ficou conhecida como Mel G por um breve período. Ela deu à luz sua filha Phoenix Chi em fevereiro de 1999. Um mês depois, Adams deu à luz ao seu primeiro filho, Brooklyn, cujo pai era o jogador de futebol David Beckham. Mais tarde naquele ano, ela casou-se com o atleta na Irlanda, em um casamento altamente divulgado, passando a assinar como Victoria Beckham. Em dezembro de 1998, foi lançado "Goodbye", o primeiro single sem nenhum vocal de Halliwell. A canção alcançou o primeiro lugar no Reino Unido, tornando-se o terceiro single consecutivo do grupo a alcançar o topo da parada no Natal; um feito conquistado anteriormente apenas pelos The Beatles.
Em janeiro de 1999, o grupo gravou a canção "My Strongest Suit" para Elton John and Tim Rice's Aida; um álbum conceitual que mais tarde viria a alimentar a versão musical de Aida, de Giuseppe Verdi. As Spice Girls voltaram ao estúdio no verão do mesmo ano, depois de um intervalo feito para focar em suas carreiras solo, para começar a trabalhar em seu terceiro e último álbum de estúdio. A sonoridade do projeto seria inicialmente mais influenciada pelo pop, semelhante aos seus dois primeiros álbuns, e iria incluir a produção de Eliot Kennedy. A sonoridade do trabalho tomou uma direção mais urbana quando produtores americanos como Rodney Jerkins, Jimmy Jam e Terry Lewis foram integrados ao projeto como produtores. Em dezembro de 1999, elas embarcaram em uma pequena turnê chamada Christmas in Spiceworld Tour, que teve concertos apenas em Londres e Manchester, também apresentando novas músicas do terceiro álbum. A banda se apresentou novamente nos Brit Awards de 2000, onde receberam o Lifetime Achievement Award. Apesar de também estar presente no evento, Halliwell não se juntou às suas antigas companheiras de banda no palco para receber o prêmio.
Em novembro de 2000, o grupo lançou seu terceiro álbum de estúdio Forever. Ostentando um novo som R&B mais ousado, o álbum recebeu uma resposta morna dos críticos. No Reino Unido, foi lançado na mesma semana do disco Coast to Coast, do grupo Westlife, e a batalha nas paradas foi amplamente divulgada pela mídia. O disco do Westlife acabou estreando no topo da parada britânica, deixando as Spice Girls no segundo lugar. Nos Estados Unidos, o álbum atingiu o número 39 na parada de álbuns Billboard 200. O single principal de Forever, o lado A duplo "Holler"/"Let Love Lead the Way", tornou-se o nono lançamento do grupo a alcançar o topo da parada de singles no Reino Unido. No entanto, ambas as músicas não conseguiram entrar na parada Billboard Hot 100 nos Estados Unidos, com "Holler" alcançando o sétimo lugar na Bubbling Under Hot 100 Singles. A única grande performance do single veio no MTV Europe Music Awards, em 16 de novembro de 2000. No total, Forever alcançou apenas uma fração do sucesso de seus dois predecessores, vendendo 5 milhões de cópias mundialmente. Em dezembro de 2000, o grupo anunciou oficialmente que estava iniciando um hiato por tempo indefinido e que se concentrariam em suas carreiras solo, embora elas afirmassem que o grupo não estava se separando.

### 2007–08: Reencontro

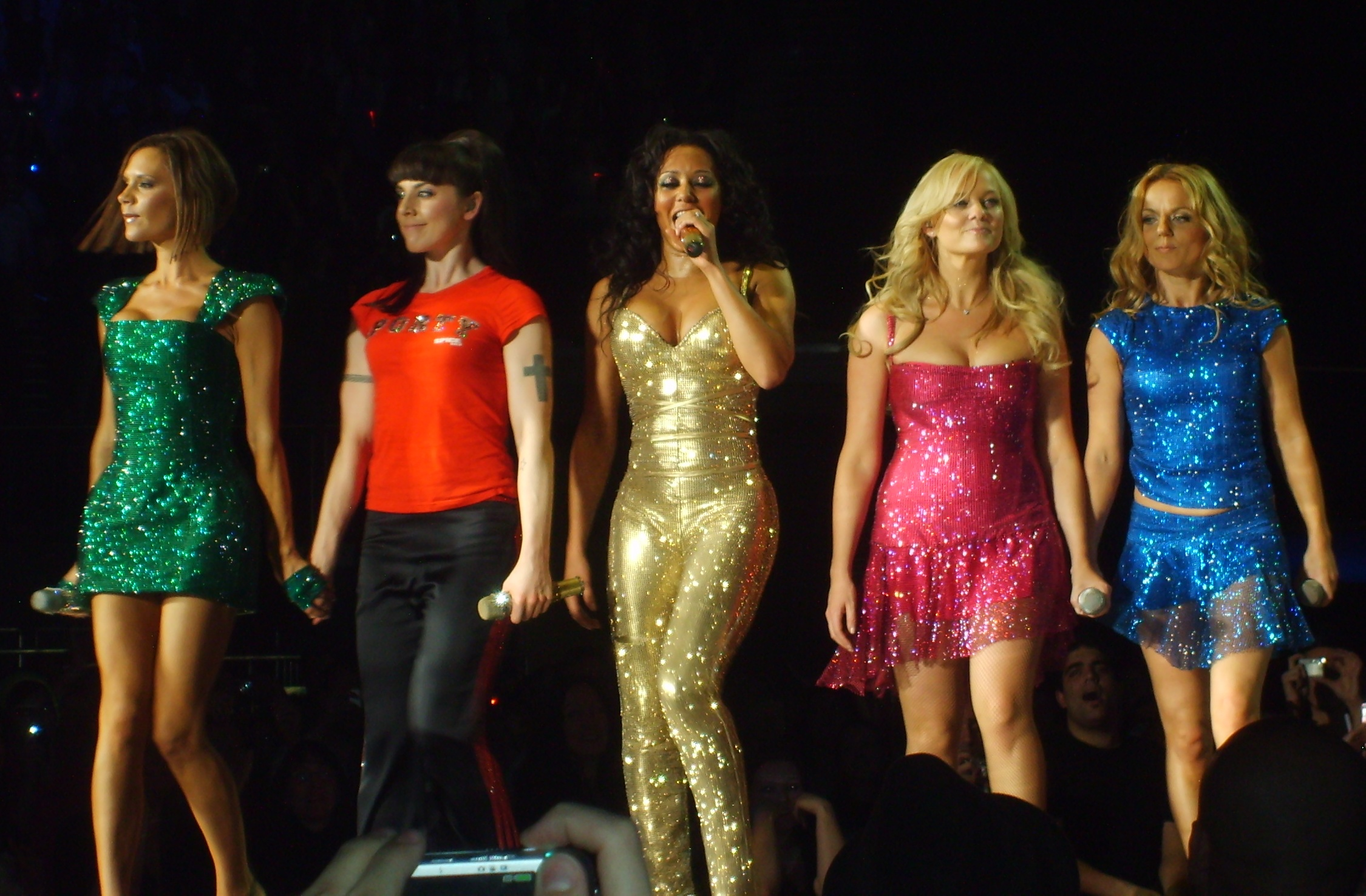
Spice Girls na turnê The Return of the Spice Girls, em 2008.

Em 28 de junho de 2007, as Spice Girls realizaram uma coletiva de imprensa na The O2 Arena, revelando sua intenção de se reunir. Durante a conferência, o grupo confirmou sua intenção de embarcar em uma turnê mundial de shows, começando por Vancouver, em 2 de dezembro do mesmo ano. O cineasta Bob Smeaton dirigiu um documentário oficial sobre a reunião; intitulado Spice Girls: Giving You Everything, foi exibido pela primeira vez no Fox8 da Austrália em 16 de dezembro de 2007, seguido pela BBC One no Reino Unido, em 31 de dezembro. As vendas de ingressos para a primeira data em Londres foram esgotadas em 38 segundos. Foi relatado que mais de um milhão de pessoas se inscreveram no Reino Unido sozinhas e mais de cinco milhões em todo o mundo para um sorteio de ingressos no site oficial da banda. Dezesseis datas adicionais em Londres foram adicionadas e, posteriormente, esgotadas. Nos Estados Unidos, os concertos em Las Vegas, Los Angeles e San Jose também esgotaram, levando datas adicionais a serem adicionadas. Foi anunciado que as Spice Girls estariam abrindo datas em Chicago, Detroit e Boston, além de datas adicionais em Nova Iorque para suprir a demanda. Juntamente com a turnê esgotada, elas licenciaram seu nome e imagem para a cadeia de supermercadosTesco no Reino Unido.
Com o retorno do grupo, o single "Headlines (Friendship Never Ends)", foi anunciado como tema oficial da campanha beneficente Children in Need de 2007. A canção alcançou o décimo-primeiro lugar no Reino Unido, tornando-se o primeiro single do grupo a não aparecer entre as dez mais bem colocadas. A compilação de grandes sucessos, Greatest Hits, alcançou o segundo lugar na parada de álbuns. Em novembro de 2007, o grupo cantou junto pela primeira vez em quase uma década, no salão de moda Victoria's Secret Fashion Show, localizado em Los Angeles, Califórnia. Elas se vestiram com roupas temáticas de militares e deram voz a "Stop" e "Headlines (Friendship Never Ends)". Uma performance em sincronia labial, das mesmas músicas, foi exibida em 17 de novembro de 2007 para a maratona Children in Need. Além disso, executaram "2 Become 1" no final da quinta temporada do programa de televisão britânico Strictly Come Dancing. Em 1 de fevereiro de 2008, foi anunciado que devido a compromissos pessoais e familiares, a turnê terminaria em Toronto em 26 de fevereiro, o que significa que as apresentações em Pequim, Hong Kong, Xangai, Sydney, Cidade do Cabo e Buenos Aires estavam sendo canceladas. Ao total, a digressão arrecadou cerca de 107,2 milhões de dólares em vendas de ingressos e merchandising, com adição de patrocínio e ofertas publicitárias, o valor eleva-se para um total de 200 milhões de dólares. Em março, elas ganharam o cobiçado "Icon Awards" nos 95.8 Capital Awards; Bunton e Chisholm receberam o prêmio. Em junho, elas conquistaram o Glamour Award por Melhor Banda; Bunton, Brown e Halliwell receberam o troféu no evento. Em setembro, as Spice Girls ganharam o "Best Live Return Award", no Live Vodafone Music Awards de 2008, vencendo bandas como Led Zeppelin e Sex Pistols. Bunton estave lá para receber a láurea.

### 2010–12:Viva Forever: The Musicale Jogos Olímpicos de Verão de 2012

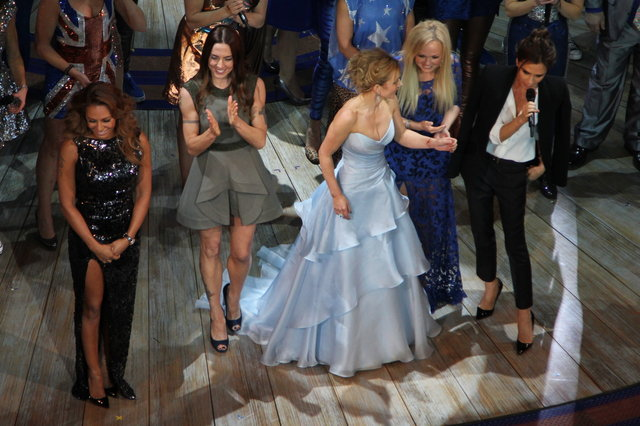
As Spice Girls na estreia do espetáculo Viva Forever: The Musical, em 2012.

Em 2010, Spice Girls foram indicadas à Melhor Performance em 30 anos nos Brit Awards, pelas suas apresentações em edições anteriores do evento e seus prêmios com as canções "Wannabe" e "Who Do You Think You Are". Elas ganharam a condecoração, que foi recebida por Halliwell e Brown. O grupo, juntamente com Fuller, também se uniu com Judy Craymer e Jennifer Saunders, para desenvolverem um musical que teria a banda como tema, intitulado Viva Forever: The Musical. Embora as cantoras não estivessem no espetáculo, elas influenciaram na escolha do elenco e de produção, em uma história que as usa como enredo, similar ao musical Mamma Mia!, do ABBA.
Dois anos depois, em junho de 2012, o grupo se reuniu pela primeira vez em quatro anos, para uma conferência de imprensa em Londres para promover o lançamento de Viva Forever: The Musical. A conferência de imprensa foi realizada no St. Pancras Renaissance Hotel de Londres, o local onde o grupo filmou o vídeo musical para "Wannabe", dezesseis anos antes. Em agosto, depois de muita especulação da imprensa e do público, o grupo realizou um medley de "Wannabe" e "Spice Up Your Life" na cerimônia de encerramento dos Jogos Olímpicos de Verão, reunindo-se apenas para a ocasião. A apresentação recebeu grande resposta do público e tornou-se o momento mais tweetado do evento, com mais de 116 mil tweets por minuto. Em dezembro, o grupo se reuniu novamente para a estreia de Viva Forever: The Musical, no Teatro Piccadilly. Além da promoção do musical, o quinteto apareceu no documentário Spice Girls' Story: Viva Forever!, que foi ao ar em 24 de dezembro no ITV1.

### 2018–19: Segunda reunião
Em 8 de julho de 2016, Brown, Bunton e Halliwell lançaram um novo site sob o nome "The Spice Girls - GEM", lançaram um pequeno vídeo comemorativo do 20º aniversário de seu primeiro single "Wannabe". Brown mais tarde esclareceu que "GEM" não era um novo nome para um possível grupo com as três integrantes, dizendo "GEM é o nome do nosso site, nós sempre vamos ser Spice Girls. Acho que as pessoas estão ficando um pouco confusas com GEM. Chisholm anunciou que optou por não participar de um projeto de reunião, observando que "eu não tomei a decisão de repente. Eu fui muito longe nessa caminhada, com as meninas. Eu fui a um monte de reuniões. Mas quando chegou nesse momento, eu simplesmente não sentia que estava certa com meu instinto." Chisholm, também observou que não participar de uma reunião a permitiria passar mais tempo com sua filha. Brown reafirmou a posição de Chisholm, em uma entrevista dizendo: "Victoria está muito ocupada [...] Mel C está fazendo seu próprio álbum" e observou que tanto Beckham e Chisholm, deu a bença para que elas continuassem com o projeto. No entanto, Chisholm, observou que as coisas andavam "estranhas" entre ela e as outras integrantes, como resultado de sua escolha em não participar. Em 23 de novembro de 2016, a primeira versão da música "Song for Her", foi divulgada on-line, como o primeiro lançamento oficial do trio, Spice Girls GEM. Depois que Halliwell engravidou, o projeto foi engavetado. Em 5 de novembro de 2018, o grupo anunciou seu retorno sem Victoria Beckham, que consistirá em uma turnê por estádios do Reino Unido em junho de 2019.

### 2020–2024: Comemorações de aniversário
Para marcar o 25.º aniversário de "Wannabe", um EP foi lançado em julho de 2021, incluindo demos inéditas. Em 29 de outubro, as Spice Girls lançaram Spice25, uma reedição deluxe do álbum Spice, apresentando demos inéditas e remixes. O lançamento deluxe fez o álbum reentrar no UK Albums Chart na quinta posição.
Em 27 de setembro de 2022, as Spice Girls anunciaram a lista de faixas de Spiceworld25, a edição de 25.º aniversário do álbum Spiceworld. A nova coleção apresenta versões ao vivo e remixes inéditos, além de B-sides previamente lançados, como "Walk of Life" e "Outer Space Girls", e um megamix. A música "Step to Me" foi lançada digitalmente pela primeira vez no mesmo dia do anúncio do álbum. Spiceworld25 foi lançado em 4 de novembro de 2022 e alcançou a 46.ª posição no UK Albums Chart. Para promover a reedição, novos videoclipes de "Spice Up Your Life" e "Never Give Up on the Good Times" também foram lançados.
O Royal Mail emitiu quinze selos a partir de 11 de janeiro de 2024 para marcar o 30.º aniversário das Spice Girls.

## Impacto cultural e legado

### Na cena de música pop
As Spice Girls entraram no cenário musical em uma época em que o rock alternativo, o hip-hop e o R&B dominavam as paradas musicais globais. O fenômeno pop moderno que as Spice Girls criaram com os primeiros jovens da Geração Y, foi creditado com mudança no cenário mundial da música, trazendo sobre a onda global de final dos anos 1990 e início de 2000 o teen pop que se popularizou como Hanson, Britney Spears, Christina Aguilera e NSYNC.
As Spice Girls também receberam o crédito de abrir o caminho para os girl groups e cantoras pops que vieram depois delas. No Reino Unido, elas são creditadas por seu enorme avanço comercial na cena da música pop anteriormente dominada pelos homens, o sucesso do grupo, levou à formação massiva de novos grupos femininos no final dos anos 90 e início dos anos 2000, como All Saints, B*Witched, Atomic Kitten, Girls Aloud e Sugababes, na esperança de repetir o sucesso das Spice Girls. Grupos femininos do século XXI incluindo The Pussycat Dolls, 2NE1, Girls' Generation, Little Mix e Fifth Harmony, continuam a citar o grupo como uma importante fonte de influência, assim como cantoras, incluindo Lady Gaga, Jess Glynne, Alexandra Burke, Charli XCX, Rita Ora e Carly Rae Jepsen. Durante a série de concertos "Reflections" de 2005, a superestrela Filipina Regine Velasquez cantou um medley de músicas das Spice Girls, consistindo de “Wannabe”, “Say You Be There”, “2 Become 1”, “Who Do You Think You Are” e “Holler”, como uma homenagem à banda que ela diz que foram uma grande influência em sua música. A cantora e compositora dinamarquesa MØ decidiu seguir uma carreira na música depois de assistir as Spice Girls na TV quando criança, dizendo em uma entrevista em 2014: "Eu tenho que só agradecer a elas por - ou culpa-las - por se tornar um cantor." 15 vezes ganhador do Grammy Award, a cantora e compositora Adele credita as Spice Girls como uma grande influência em relação ao seu amor e paixão pela música, afirmando que "elas fizeram de mim o que sou hoje".

### "Girl Power"
A frase "girl power" deu nome a um fenômeno social, mas o slogan foi recebido com reações contraditórias. A frase foi um rótulo para a faceta particular do fortalecimento neofeminista pós-clássico adotado pela banda: que com uma aparência sensual e feminina e a igualdade entre os sexos não precisam ser mutuamente exclusivas. Este conceito não era de forma alguma original no mundo pop: tanto Madonna quanto Bananarama empregaram perspectivas semelhantes. A frase em si também apareceu em algumas músicas de bandas e de outros grupos britânicos desde pelo menos 1987; mais notavelmente, foi o nome do single e álbum do duo britânico Shampoo, lançado em 1996, mais tarde creditado por Halliwell como inspiração para o mantra das Spice Girls.
No entanto, não foi até o surgimento das Spice Girls em 1996 com "Wannabe", que o conceito de "girl power" explodiu na consciência comum. A frase era regularmente pronunciada pelas cinco membros - embora mais intimamente associada a Halliwell - e era frequentemente entregue com um sinal de paz. O slogan também apareceu nos merchandises oficiais das Spice Girls e em algumas das roupas que as integrantes do grupo usavam. A versão das Spice Girls era distintiva. Sua mensagem de fortalecimento recorreu a meninas, adolescentes e mulheres adultas, e enfatizou a importância de uma amizade forte e leal entre as mulheres.
Ao todo, a apresentação focada e consistente do "girl power" constituiu a peça central de seu apelo como banda. Alguns comentaristas creditam as Spice Girls ao revigorante feminismo convencional - popularizado como "girl power" - nos anos 1990, com seu mantra servindo como porta de entrada para o feminismo para suas jovens fãs. Por outro lado, alguns críticos descartaram que não mais do que uma tática de marketing superficial, enquanto outros discordaram da aparência física, preocupados com o impacto potencial em jovens conscientes e/ou impressionáveis. Independentemente disso, a frase se tornou um fenômeno cultural, adotado como o mantra para milhões de meninas e até mesmo chegando ao Oxford English Dictionary. Em suma do conceito, o autor Ryan Dawson disse: "As Spice Girls mudaram a cultura britânica o suficiente para que Girl Power parecesse completamente normal."
O single de estreia das Spice Girls, "Wannabe", foi saudado como um "hino icônico do poder feminino". Em 2016, a campanha #WhatIReallyReallyWant das Metas Globais das Nações Unidas filmou um remake global do videoclipe original de "Wannabe" para destacar as questões de desigualdade de gênero enfrentadas pelas mulheres em todo o mundo. O vídeo, que foi lançado no YouTube e correu em cinemas internacionalmente, com o grupo feminino britânico M.O, e a "sensação viral" canadense Taylor Hatala, cantor nigeriano-britânica Seyi Shay e a atriz de Bollywood Jacqueline Fernandez dublou a música em vários locais ao redor do mundo. Em resposta ao remake, Beckham disse: "Quão fabuloso é que depois de 20 anos o legado do poder feminino das Spice Girls está sendo usado para encorajar e capacitar toda uma nova geração?".
No 43º People's Choice Awards em janeiro de 2017, a atriz americana Blake Lively dedicou seu prêmio "Favorite Dramatic Movie Actress" ao "girl power" em seu discurso de aceitação, e creditou as Spice Girls, dizendo: "O que foi tão bacana nelas foi que elas são todas tão distintamente diferentes, e elas eram mulheres, e elas possuíam quem elas eram, e essa foi a minha primeira introdução ao poder feminino."

### Cool Britannia

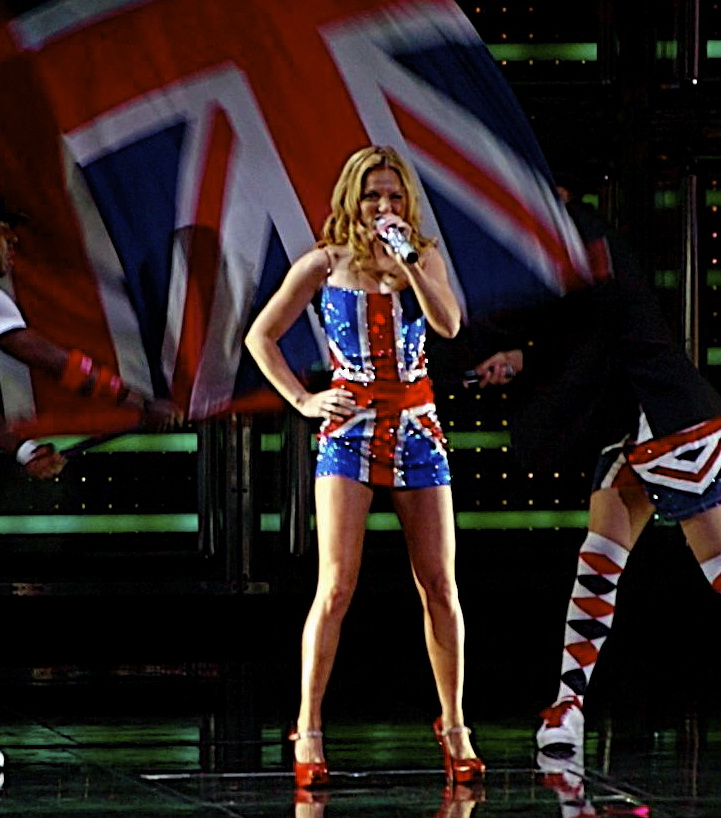
Halliwell usando uma réplica de seu vestido icônico da Union Jack.

O termo "Cool Britannia" tornou-se proeminente na mídia e representou o novo clima político e social que estava surgindo com os avanços feitos pelo New Labour e o novo primeiro-ministro do Reino Unido, Tony Blair. Saindo de um período de 18 anos de governo conservador, Tony Blair e New Labour foram vistos como jovens, legais e atraentes, uma força motriz para dar à Grã-Bretanha uma sensação de euforia e otimismo.
Apesar de não ter sido responsável pelo início da "Cool Britannia", a chegada das Spice Girls contribuiu para a nova imagem e rebranding da Grã-Bretanha, e sublinhou a crescente popularidade mundial da música pop britânica, ao invés da americana. Este fato foi sublinhado no Brit Awards de 1997; o grupo ganhou dois prêmios, mas foi o icônico mini-vestido da Union Jack vermelho, branco e azul da Halliwell que ganhou a cobertura da mídia em todo o mundo, tornando-se uma imagem duradoura da "Cool Britannia". Em 2016, a Time reconheceu as Spice Girls como "indiscutivelmente a face mais reconhecível" da "Cool Britannia".

### As tendências da moda e apelidos
As Spice Girls são consideradas ícones de estilo dos anos 90; sua imagem e estilos se tornando inextricavelmente ligados à identidade da banda. Elas são creditadas pela criação de tendências da moda dos anos 1990, como sapatos de plataforma Buffalo e penteados de coque. O grupo também foi marcado pelas roupas memoráveis que elas usaram, o mais icônico vestido de Union Jack, da Halliwell, do Brit Awards de 1997. O vestido foi vendido em um leilão de caridade para o Las Vegas Hard Rock Cafe por £ 41.320, dando a Halliwell o Recorde Mundial do Guinness, naquela época, a peça de roupa mais cara de uma pop star já vendida. Seu estilo inspirou outras celebridades, incluindo Katy Perry, Charli XCX e a atriz Anushka Ranjan.
A imagem das Spice Girls foi deliberadamente dirigida a garotas jovens, uma audiência de tamanho e potencial formidáveis. Foi fundamental para a sua gama de recursos dentro do público-alvo as cinco personalidades e estilos divergentes dos membros da banda, o que encorajou os fãs a se identificarem com um membro ou outro e foram um afastamento das bandas anteriores. Esta comercialização da individualidade de cada membro foi reforçada pelos apelidos distintivos adotados por cada membro do grupo. Seu conceito de cada membro da banda ter uma identidade de estilo distinta tem sido influente para grupos pop mais recentes, como a boy band One Direction.
Pouco depois do lançamento de "Wannabe", um almoço com Peter Loraine, então editor do Top of the Pops, inadvertidamente levou as Spice Girls a adotar os apelidos que, em última análise, desempenharam um papel fundamental em sua comercialização e a forma como seu público internacional se identificou com elas. Depois do almoço, Loraine e sua equipe editorial decidiram criar apelidos para cada membro do grupo com base em suas personalidades. Em uma entrevista com a Music Week, Loraine explicou que, "Na revista usamos linguagem idiota e inventamos apelidos o tempo todo, então é natural dar a elas nomes que seriam usados pela revista e por seus leitores; nunca foi feito para ser adotado globalmente". Pouco depois de usar os apelidos em uma publicação do grupo, Loraine recebeu telefonemas de outros meios de comunicação britânicos pedindo permissão para usá-los, e em pouco tempo os apelidos eram sinônimos das Spice Girls.
Cada Spice Girl tinha um estilo único e exagerado que serviu como uma extensão de sua persona pública, tornando-se seu visual característico.
- Victoria Beckham: Beckham se chamava Posh Spice por causa de seu passado de classe média alta, seu corte de corte morena e atitude refinada, biquinho de assinatura, roupas de grife (geralmente um vestido preto) e seu amor pelo salto alto calçados.[189][206]
- Melanie Brown: Brown (também chamada de Mel B) recebeu o apelido de Scary Spice por causa de sua atitude "em sua cara", sotaque de Leeds "alto", riso rouco, língua furada, estilo ousado de se vestir (que geralmente consistia em leopardo), roupas de onça, e seu cabelo afro volumosamente black power.[189][207]
- Emma Bunton: Bunton se chamava Baby Spice porque era o membro mais jovem do grupo, usava longos cabelos loiros em maria-chiquinha, usava vestidos de babydoll pastel (particularmente rosa) e tênis de plataforma, tinha um sorriso inocente e tinha uma personalidade patricinha.[189][208]
- Melanie Chisholm: Chisholm (também chamada de Mel C) foi chamada de Sporty Spice porque usava um agasalho combinado com calçados esportivas, usava o cabelo comprido e escuro em um rabo de cavalo e ostentava uma atitude de garota durona, bem como tatuagens em ambos os braços. Ela também possuía habilidades atléticas verdadeiras.[189][209]
- Geri Halliwell: Halliwell foi chamada de Ginger Spice por causa de sua "vivacidade, entusiasmo e cabelo vermelho flamejante". Sua imagem centrou-se em "apelo sexual", e ela muitas vezes usava roupas de palco sensuais e ultrajantes, como no icônico vestido da Union Jack.[189] A integrante mais velho do grupo, Halliwell foi vista como a líder de facto do grupo, graças ao seu estilo de conversação articulada e natureza empresarial experiente.[210]

Em sua reunião única na cerimônia de encerramento dos Jogos Olímpicos de Verão de 2012, as Spice Girls se apresentaram em versões atualizadas de alta moda de seus trajes de assinatura, após entrar no Estádio Olímpico em cinco táxis pretos iluminados com LEDs, cada um decorado com seus emblemas individuais da marca registrada.

### Comercialização e cultura de celebridades
No auge da "Spice mania", o grupo estava envolvido em um prolífico marketing. Elas anunciaram para um número sem precedentes de marcas, tornando-se o grupo mais comercializado na história da música, e foram uma característica freqüente da imprensa global.
De acordo com David Sinclair da Rolling Stone's, "Tão grande era o bombardeio diário de imagens especiarias e produtos Spice, que rapidamente se tornou opressivo, mesmo para as pessoas que estavam bem dispostos para com o grupo. Isso foi parodiado no vídeo da música "Spice Up Your Life", que mostra o grupo andando por uma cidade distópica futurista em uma nave espacial cercada por outdoors e anúncios que os exibem. Ao longo da etapa americana da turnê mundial Spiceworld em 1998, os comerciais foram exibidos em grandes telas de shows antes dos shows e durante os intervalos. Foi a primeira vez que a publicidade foi usada em concertos pop e foi recebida com reações contraditórias na indústria da música. No entanto, abriu um novo fluxo de receita de shows, com especialistas da indústria musical prevendo que mais artistas seguiriam a liderança das Spice Girls.
Em sua análise sobre a influência do grupo na cultura popular do século XXI, duas décadas após sua estreia, John Mckie, da BBC, observou que, enquanto outras estrelas usaram o apoio de marcas no passado, "a marca Spice foi a primeira a impulsionar o sucesso da banda". Sylvia Patterson do The Guardian, também escreveu sobre o que ela chamou do verdadeiro legado das Spice Girls: "Elas foram as pioneiros originais de uma banda como marca, de pop como um estratégia de marketing implacável, do merchandising e negócios de patrocínio que dominaram o pop comercial desde então."
A grande mídia abraçou as Spice Girls no auge de seu sucesso. O grupo recebeu cobertura regular da imprensa internacional e foi constantemente seguido por paparazzis. Paul Gorman, da Music Week, disse sobre o interesse da mídia nas Spice Girls no final dos anos 90: "Elas inauguraram a era da obsessão de celebridades que existe até hoje. Há uma linhagem delas para a Kardashianização". não só da indústria da música, mas a cultura mais ampla". Tanya Sweeney do Irish Independent, concordou que "[...] a insipidez da cultura dos paparazzis, provavelmente relembra a época do auge das Spice Girls", enquanto Mckie previu isso, "enquanto as estrelas modernas de Katy Perry a Lionel Messi atraem a cobertura dos tablóides, igual ao auge das Spice Girls em 1996 provavelmente não se repetirá - pelo menos não por um artista musical."

### Ícones dos anos 90
As Spice Girls foram reverenciadas como o maior fenômeno pop dos anos 90 devido a suas vendas internacionais de discos, simbolismo icônico e "onipresença" no final dos anos 90.
No Brit Awards de 2000, o grupo recebeu o prêmio Outstanding Contribution to Music, por seu domínio do cenário musical global dos anos 90. O simbolismo icônico das Spice Girls na década de 1990 é em parte atribuído às suas roupas que definem a era, sendo a mais notável a vestimenta da Union Jack que Geri Halliwell usou no Brit Awards de 1997. O vestido alcançou status icônico, tornando-se um dos símbolos mais proeminentes da cultura pop dos anos 90. O status das Spice Girls como ícones pop dos anos 90 também é atribuído ao seu vasto merchandising e vontade de fazer parte de um mundo impulsionado pela mídia. Suas aparições sem precedentes nos anúncios e na mídia solidificaram o grupo como um fenômeno - um ícone da década e da música britânica.
Algumas fontes, especialmente as do Reino Unido, reverenciam as Spice Girls como ícones gays. Em uma pesquisa com mais de 5.000 homens e mulheres homossexuais no Reino Unido, Victoria Beckham ficou em 12º e Halliwell ficou em 43º lugar no ranking dos 50 ícones gays de todos os tempos. Halliwell também recebeu o Prêmio Honorary Gay no Attitude Awards de 2016. Em uma entrevista de 2005, Emma Bunton atribuiu sua grande base de fãs gays à natureza divertida do grupo, sua mente aberta e seu amor pela moda e vestir-se, concluindo que: "Eu estou tão lisonjeado que nós temos tantos seguidores gays, é incrível."
Em 1999, um estudo realizado pelo British Council descobriu que as Spice Girls eram a segunda personalidade britânica mais conhecido internacionalmente - atrás apenas do então primeiro-ministro Tony Blair- e dos britânicos mais conhecidos da Ásia. Em 2006, dez anos após o lançamento de seu single de estreia, as Spice Girls foram votadas como os maiores ícones culturais da década de 1990, com 80 por cento dos votos em uma pesquisa do Reino Unido de 1000 pessoas, afirmando que "Girl Power" definiu a década. As Spice Girls também ficaram em décimo lugar no ranking da E!, sobre as 101 razões pelas quais os anos 90 foram é o melhor.

## Representação nos meios de comunicação
As Spice Girls se tornaram ícones da mídia na Grã-Bretanha e uma característica regular da imprensa britânica. Durante o auge de sua fama mundial em 1997, os paparazzi foram constantemente vistos seguindo-as em todo lugar para obter histórias e fofocas sobre o grupo, como um suposto caso entre Emma Bunton e o gerente Simon Fuller, ou rumores constantes que se tornaram matéria-prima para vários tablóides. Rumores de brigas e conflitos dentro do grupo também renderam manchetes, com os rumores sugerindo que Geri Halliwell e Melanie Brown, em particular, estavam brigando para assumirem a posição de líder do grupo. Os rumores atingiram seu auge quando as Spice Girls dispensaram seu empresário Simon Fuller durante as brigas pelo poder, com Fuller supostamente recebendo um cheque de 10 milhões de libras para manter silêncio sobre os detalhes de sua demissão. Meses depois, em maio de 1998, Halliwell deixaria a banda em meio a rumores de uma briga com Brown; a notícia da saída de Halliwell foi coberta como um grande acontecimento pela mídia em todo o mundo, e se tornou uma das maiores notícias de entretenimento do ano.
Em fevereiro de 1997, no Brit Awards, o vestido de Halliwell na Union Jack da performance das Spice Girls tornou-se primeira página do dia seguinte. Durante a cerimônia, os seios de Halliwell foram expostos duas vezes, causando polêmica. No mesmo ano, fotos nuas de Halliwell tiradas no início de sua carreira foram lançadas, causando um certo escândalo. De acordo com o documentário oficial do grupo, Giving You Everything, o resto do grupo estava totalmente ciente do passado de modelagem glamourosa de Halliwell, mas as fotos ainda criavam atrito dentro do grupo quando eram publicadas.
As histórias de seus encontros com outras celebridades também se tornaram alimento para a imprensa; por exemplo, em maio de 1997, no concerto do 21º aniversário do The Prince's Trust, Mel B e Geri Halliwell quebraram o protocolo real quando deram beijos nas bochechas do príncipe Charles, deixando-o coberto de batom e depois Halliwell disse-lhe "você é muito sexy" e também beliscou seu traseiro. Em novembro, a família real britânica foi considerada fãs das Spice Girls, incluindo o príncipe de Gales e seus filhos, o príncipe William e o príncipe Harry. Naquele mês, o presidente sul-africano Nelson Mandela disse:"Elas são meus heróis. Este é um dos maiores momentos da minha vida", em um encontro organizado pelo Príncipe Charles, que disse: "É o segundo maior momento da minha vida, a primeira vez que as encontrei foi o maior". O príncipe Charles enviaria depois a Halliwell uma carta pessoal "com muito amor" quando soube que ela havia abandonado as Spice Girls. Em 1998, a revista Nintendo Power criou o prêmio The More Annoying Than the Spice Girls, acrescentando: "O que poderia ter sido mais irritante em 1997 do que as Spice Girls, você pergunta?".
Victoria Adams começou a namorar o jogador de futebol David Beckham em 1997, depois de terem se conhecido em um jogo beneficente de futebol. O casal anunciou seu noivado em 1998 e foram apelidados de "Posh & Becks" pela mídia.

## Outros empreendimentos da marca

### Filme

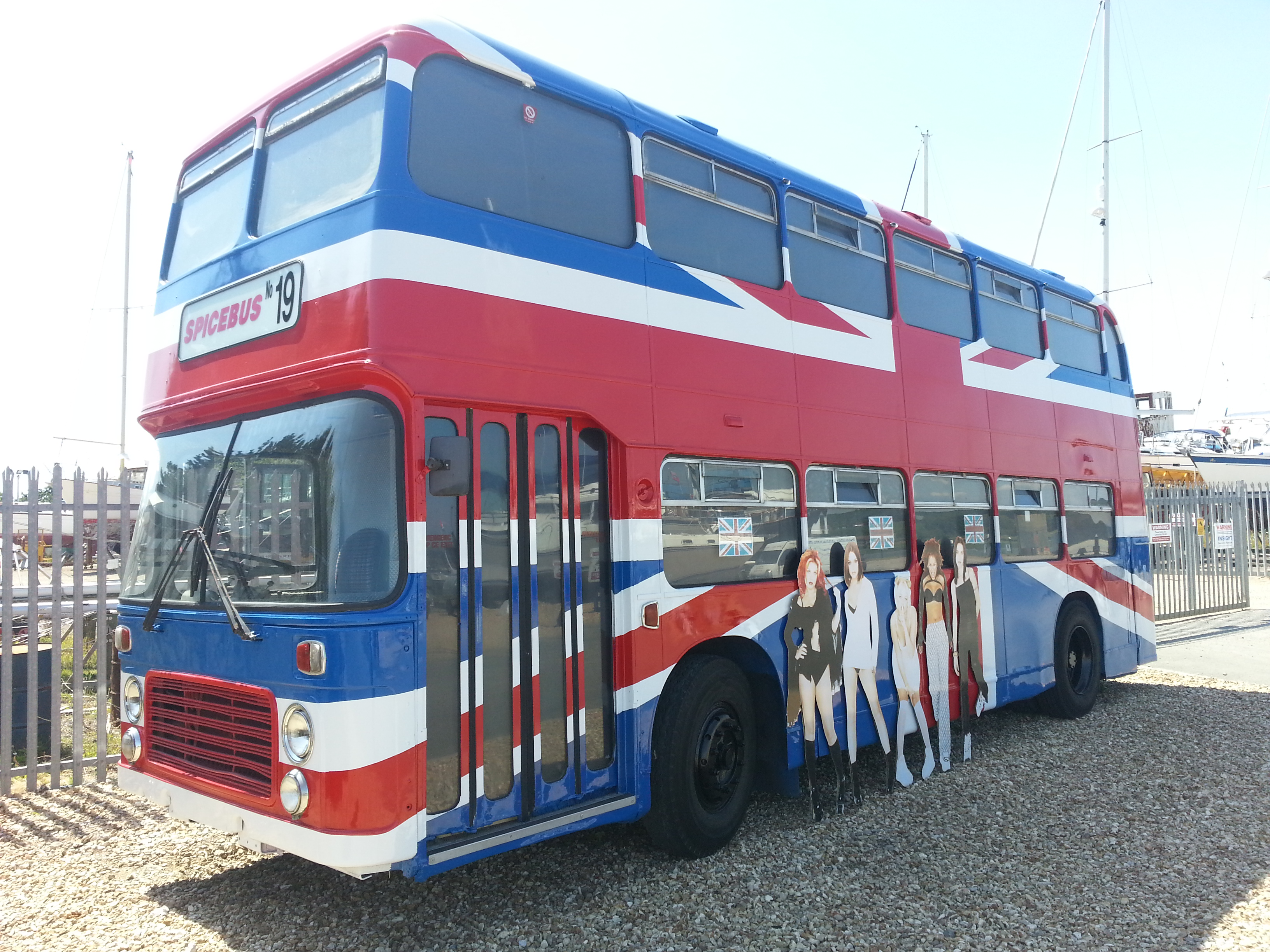
O ônibus das Spice Girls usado no filme Spice World (1997)

Em junho de 1997, o grupo começou a filmar sua estreia no cinema com o diretor Bob Spiers. Com o intuito de acompanhar o álbum, o estilo cômico e o conteúdo do filme estavam na mesma linha dos filmes dos Beatles na década de 1960, como A Hard Day's Night. A comédia de coração leve, destinada a captar o espírito das Spice Girls, apresentava uma infinidade de estrelas, incluindo Roger Moore, Hugh Laurie, Stephen Fry, Elton John, Richard O'Brien, Jennifer Saunders, Richard E. Grant, Elvis Costello e Meat Loaf.
Lançado em dezembro de 1997, Spice World, provou ser um sucesso nas bilheterias, quebrando o recorde de maior estreia de fim de semana do Super Bowl Weekend (25 de janeiro de 1998) nos EUA, com vendas de $ 10.527.222. O filme arrecadou um total de 77 milhões de dólares nas bilheterias em todo o mundo. Apesar de ser um sucesso comercial, foi amplamente criticado pelos críticos; o filme foi indicado para sete prêmios no Framboesa de Ouro de 1999, onde as Spice Girls ganharam coletivamente o prêmio de "Pior Atriz". Desde 18 de julho de 2014, o Spice Bus, que era dirigido por Meat Loaf no filme, está agora em exposição permanente na Ilha Harbour Marina, na Ilha de Wight, Inglaterra.

### Televisão
As Spice Girls já atuaram em diversos especiais de televisão, documentários e comerciais desde sua estreia em 1996. Elas já receberam vários especiais de televisão. Em novembro de 1997, as Spice Girls se tornaram o primeiro grupo pop a apresentar o An Audience with... no ITV; o show contou com um público exclusivamente feminino e foi assistido por 11,8 milhões de telespectadores no Reino Unido, um quinto da população total do país. Elas também receberam especiais de televisão no Top of the Pops na véspera de Natal e no Natal na BBC One. O concerto especial Girl Power! Live in Istanbul de 1997, Spiceworld Tour (1998) e Christmas in Spiceworld (1999), também foram transmitidos em vários países.
As Spice Girls lançaram pelo menos sete oficiais por trás das cenas de documentários de televisão, incluindo dois documentários de turismo e dois making-of para o filme Spice World. Elas também foram tema de vários documentários não oficiais, encomendados e produzidos por indivíduos independentes do grupo. Esses documentários geralmente se concentram na carreira do grupo e em seu impacto cultural. As Spice Girls tiveram episódios dedicados a elas em várias séries biográficas de música, incluindo Behind the Music do VH1, E! True Hollywood Story, e BioRhythm da MTV. As Spice Girls apareceram e se apresentaram em inúmeros programas de televisão e eventos. Entre as aparições notáveis estão o Saturday Night Live (SNL), o  The Oprah Winfrey Show, dois Royal Variety Performances e a cerimônia de encerramento dos Jogos Olímpicos de Verão de 2012. O grupo também atuou em comerciais de televisão para marcas como Pepsi, Polaroid, Walkers Crisps, Impulse e Tesco.

### Viva Forever: The Spice Girls Musical
Em meados de Outubro de 2009, o grupo informou que iriam produzir um musical de West End lideradas por Geri e com grande destaque para todos os momentos das Spice Girls.
Em 21 de janeiro de 2010, foi anunciado que Judy Craymer, o produtor por trás do musical de grande sucesso Mamma Mia! produziria Viva Forever, uma comédia romântica baseada nas canções das Spice Girls. Em 3 de Setembro de 2010, foi anunciado que a vencedora do prêmio BAFTA britânico Jennifer Saunders comediante, roteirista e atriz iria escrever a história original de "Viva Forever". Em junho de 2012 é anunciado que Viva Forever será aberto no Piccadilly Theatre no Outono de 2012

### Produtos e ofertas de patrocínio
Em 1997, as Spice Girls estavam envolvidas em um prolífico fenômeno de merchandising, tornando-se o grupo mais comercializado da história da música, com ganhos estimados de mais de £ 300 milhões em seus acordos de merchandising e endosso naquele ano. Elas negociaram acordos lucrativos com muitas marcas, incluindo Pepsi, Cadbury e Target, o que levou a acusações de estarem "se vendendo" e superexposição. O grupo respondeu às críticas da imprensa lançando o videoclipe de "Spice Up Your Life", no qual elas parodiam o número de patrocínios que tinham.

## Registros de carreira e conquistas
Como grupo, as Spice Girls receberam uma série de prêmios notáveis, incluindo cinco Brit Awards, três American Music Awards, três MTV Europe Music Awards, um MTV Video Music Awards e três World Music Awards. Em 2000, elas receberam o prêmio Brit Awards por sua excelente contribuição para a indústria musical britânica, os vencedores anteriores incluem Elton John, The Beatles e Queen. Elas venderam 85 milhões de discos e singles em todo o mundo, alcançando vendas certificadas de 13 milhões de álbuns na Europa, 14 milhões de discos nos EUA, e 2,4 milhões no Canadá. O grupo alcançou a maior estreia para um grupo do Reino Unido na Billboard 200 no número cinco com "Say You Be There". Elas também são a primeira banda britânica desde The Rolling Stones, em 1975, a ter dois álbuns entre os dez primeiros na Billboard 200, ao mesmo tempo (Spice e Spiceworld). Além disso, as Spice Girls também obtiveram os maiores ganhos anuais de todos os sexos em 1998, com uma receita de £ 29,6 milhões (aproximadamente US$ 49 milhões). Em 1999, elas estavam em sexto lugar na inauguração do Ranking das 100 Celebridades Mais Poderosas da Forbes.

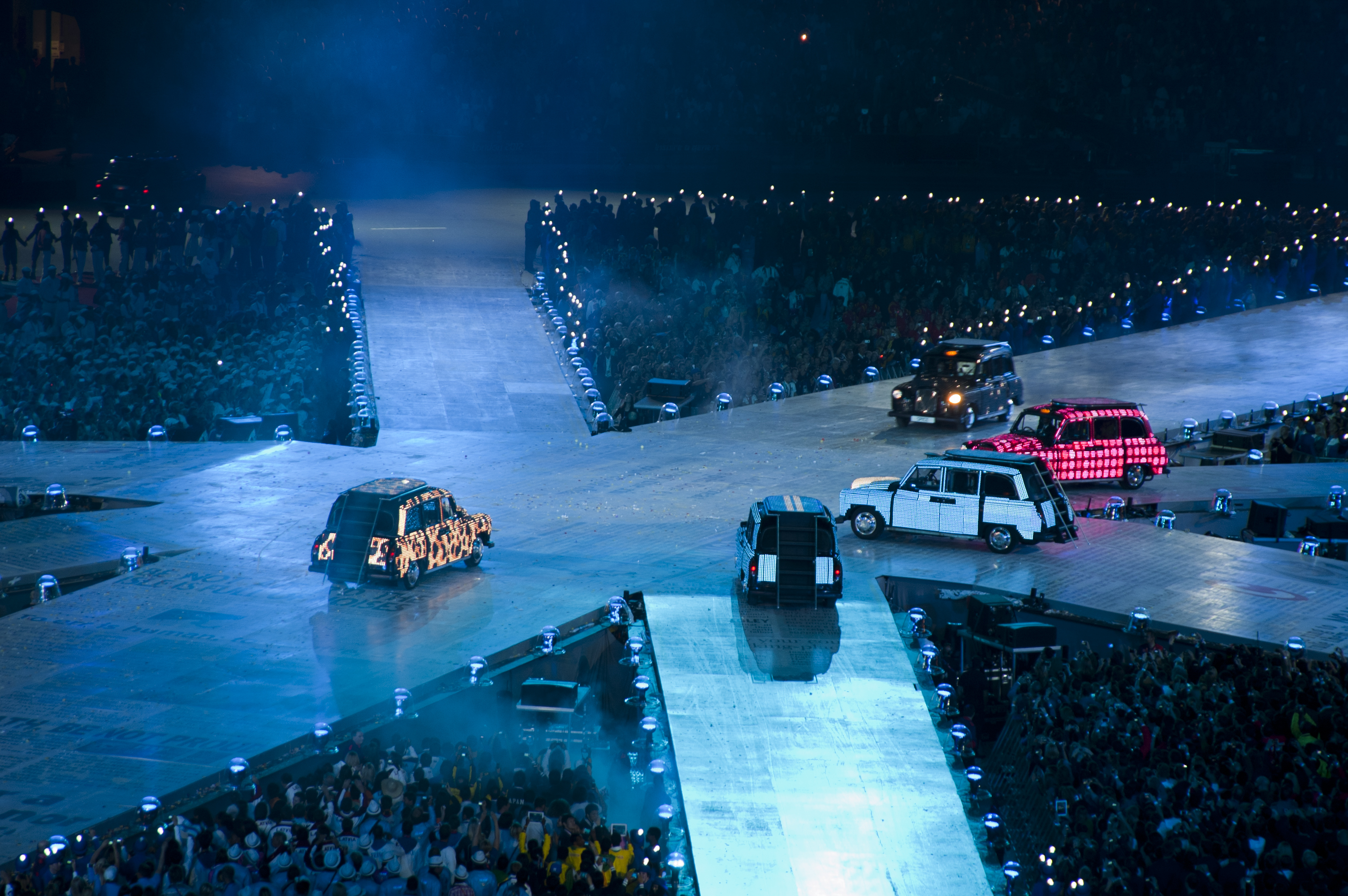
Táxis carregando as Spice Girls na cerimônia de encerramento dos Jogos Olímpicos de Verão de 2012.

Elas produziram um total de nove singles número um no Reino Unido - empatados com o ABBA por trás de Take That (onze), The Shadows (doze), Madonna (treze), Westlife (catorze), Cliff Richard (dezessete), The Beatles (dezesseis) e Elvis Presley (vinte-um). O grupo teve três singles consecutivos número um de Natal no Reino Unido ("2 Become 1", 1996; "Too Much", 1997; "Goodbye", 1998); elas só compartilham essa conquista com os Beatles. Seu primeiro single, "Wannabe", é a música mais bem sucedida lançada por um grupo exclusivamente feminino. Estreando no Billboard Hot 100 dos EUA no número onze, é também a mais alta estreia de uma banda britânica nos EUA, batendo o recorde anterior dos Beatles em "I Want to Hold Your Hand", e a maior entrada conjunta para um artista de estreia, empatando com Alanis Morissette.
Spice é o 18º álbum mais vendido de todos os tempos no Reino Unido, com mais de 3 milhões de cópias vendidas, e liderou as paradas por 15 semanas não consecutivas, o maior tempo por um grupo feminino no Reino Unido. É também o álbum mais vendido de todos os tempos por um girl group, com vendas de mais de 28 milhões de cópias em todo o mundo. O Spiceworld vendeu 7 milhões de cópias em apenas duas semanas, incluindo 1,4 milhão apenas na Grã-Bretanha - a maior venda de um álbum de todos os tempos em 14 dias. Elas também são o primeiro artista (e até agora único feminino) a ter seus primeiros seis singles ("Wannabe", "Say You'll Be There", "2 Become 1", "Mama"/"Who Do You Think You Are", "Spice Up Your Life" e "Too Much") a conseguir o número um nas paradas do Reino Unido. (A sequência foi interrompida por "Stop", que atingiu o número dois em março de 1998.)
O filme Spice World bateu o recorde de maior bilheteria de fim de semana de um filme no fim de semana do Super Bowl (25 de janeiro de 1998) nos EUA, com vendas de bilheteria de US$ 10.527.222. Spice World liderou as paradas de vídeo do Reino Unido em sua primeira semana de lançamento, vendendo mais de 55.000 cópias em seu primeiro dia nas lojas e 270.000 cópias na primeira semana. A turnê Return of the Spice Girls foi anunciada como o artista de maior bilheteria de 2008, medido como os doze meses terminados em abril de 2008. O concerto no The O2 Arena, em Londres, foi o contrato de maior arrecadação do ano, arrecadando £ 16,5 milhões (US $ 33 milhões) para o grupo e atraindo um público de 256.647, ganhando o prêmio Billboard Touring de 2008 pela alta venda de ingressos. No total, a turnê de 47 datas arrecadou mais de US $ 70 milhões e produziu US $ 107,2 milhões em vendas de ingressos e merchandising.

## Na cultura popular
Numerosas referências e paródias notáveis das Spice Girls foram feitas na cultura popular.
Em fevereiro de 1997, os "Sugar Lumps", uma versão satírica das Spice Girls interpretada por Kathy Burke, Dawn French, Llewella Gideon, Lulu, e Jennifer Saunders, filmaram um vídeo para a campanha de caridade britânica Comic Relief. O vídeo começa com as Sugar Lumps como alunas que realmente querem se tornar estrelas pop como as Spice Girls, e termina com elas se juntando ao grupo no palco, enquanto dançam e dublam a música "Who Do You Think You Are". As Sugar Lumps mais tarde se juntaram às Spice Girls durante sua performance ao vivo da música no evento Red Nose Day, da Comic Relief, em março de 1997. Em janeiro de 1998, uma briga entre versões animadas das Spice Girls e banda pop Hanson foi o confronto como atração principal na  paródia especial Celebrity Deathmatch que foi ao ar durante o intervalo do Super Bowl XXXII. O episódio se tornou o especial de maior audiência na história da rede e fazendo a MTV transformar o conceito em uma série de televisão fixa, logo em seguida. Em março de 2013, os personagens Brittany (Heather Morris), Tina (Jenna Ushkowitz) e Marley (Melissa Benoist), Kitty (Becca Tobin) e Unique (Alex Newell) vestidas como as Spice Girls e cantando a música "Wannabe" no episódio 17 da quarta temporada de Glee. Em abril de 2016, o show italiano de variedades Laura & Paola na Rai 1 contou com as apresentações, da vencedora do Grammy Award a cantora Laura Pausini e atriz Paola Cortellesi, e seus convidados, Francesca Michielin, Margherita Buy, e Claudia Gerini, vestidas como as Spice Girls para interpretar uma mistura de músicas do grupo, como parte de uma homenagem ao 20º aniversário da banda. Em dezembro de 2016, o episódio "Quem precisa de Josh quando você tem um grupo de garotas?" do musical de comédia dramática da série Crazy Ex-Girlfriend contou com membros do elenco Rachel Bloom, Gabrielle Ruiz, e Vella Lovell cantando uma canção original intitulado "Friendtopia", uma paródia de músicas das Spice Girls e a filosofia "girl power". Lançado em 2017, O single "Spice Girl", do rapper Aminé, é uma referência ao grupo, e o videoclipe da música inclui uma aparição de Mel B.
No final da década de 1990, as paródias das Spice Girls apareceram em várias comédias americanas, incluindo Saturday Night Live (SNL), Mad TV e All That. Um episódio de SNL em janeiro de 1998 incluiu membros do elenco, incluindo a apresentadora Sarah Michelle Gellar, imitando as Spice Girls para dois esboços "An Important Message About...". Em setembro de 1998, o show mais uma vez contou com membros do elenco, incluindo a apresentadora convidada Cameron Diaz, imitando as Spice Girls para um esboço intitulado "Uma Mensagem das Spice Girls". No All That da Nickelodeon, teve aparições recorrentes com a boy band fictícia "The Spice Boys", com os membros do elenco Nick Cannon como "Sweaty Spice", Kenan Thompson como "Spice Cube", Danny Tamberelli como "Hairy Spice", Josh Server como "Mumbly Spice" e um suporte de esqueleto como "Dead Spice".
Paródias das Spice Girls também apareceram em grandes campanhas publicitárias. Em 1997, Jack in the Box, um restaurante da cadeia de fast-food americana, tentou capitalizar a "Spice mania" nos Estados Unidos ao lançar uma campanha nacional de televisão usando um grupo de garotas fictícias chamado Spicy Crispy Chicks (uma versão das Spice Girls) para promover o novo Spicy Crispy Sandwich, o conceito foi usado como modelo para outra campanha publicitária de sucesso chamada 'Meaty Cheesy Boys'. No Show da Associação dos Produtores Comerciais Independentes (AICP) de 1998, um dos comerciais da Spicy Crispy Chicks ganhou o prêmio de melhor humor. Em 2001, os anúncios de estampas com uma paródia das Spice Girls, junto com outros ícones da música britânica, incluindo The Beatles, Elton John, Freddie Mercury,  The Rolling Stones, foram usados na campanha publicitária nacional da Eurostar na França. A campanha ganhou o prêmio de Melhor Campanha Outdoor nos prêmios de publicidade francesa da CDA. Em setembro de 2016, um anúncio do Apple Music estreou durante o 68º Primetime Emmy Awards que contou com o comediante James Corden vestido como vários ícones da música, incluindo todas as cinco Spice Girls.
Outros grupos notáveis de pessoas foram rotulados como uma variação de um jogo de palavras no nome das Spice Girls como uma alusão à banda. Em 1997, o termo “Spice Boys” surgiu nos meios de comunicação britânicos como um termo cunhado para caracterizar as palhaçadas e estilos de vida “pop star” fora de campo de um grupo de futebolistas do Liverpool F.C. que inclui Jamie Redknapp, David James, Steve McManaman, Robbie Fowler, e Jason McAteer. Desde então, a gravadora continua com esses jogadores, com John Scales, um dos chamados Spice Boys, admitindo em 2015 que: "Nós somos os Spice Boys e é algo que temos que aceitar porque nunca vai mudar". Nas Filipinas, o apelido “Spice Boys” foi dada a um grupo de jovens congressistas da Câmara dos Representantes que iniciaram o impeachment do Presidente Joseph Estrada em 2001. O quarteto de cordas australiano/britânico Bond foi chamado pela imprensa internacional de as "Spice Girls da música clássica" durante o seu lançamento em 2000 devido à sua imagem "sexy" e sua música, que incorporava elementos do pop e dance com a música clássica. Uma porta-voz do quarteto disse em resposta às comparações: “Na verdade, elas são muito mais bonitas do que as Spice Girls. Mas não aceitamos comparações. As garotas do Bond são musicistas de verdade; elas pagaram suas dívidas.” A Associação de Tênis Feminino (WTA) duplicou a equipe de Martina Hingis e Anna Kournikova, duas vezes campeã do Grand Slam e duas vezes finalistas da WTA, apelidaram-se de “Spice Girls do tênis" em 1999. Hingis e Kournikova, juntamente com outros jogadores da WTA Venus e Serena Williams, também foram rotulados como "Spice Girls do tennis", e depois as "Spite Girls", pela mídia no final da década de 1990 devido à sua juventude, popularidade e impetuosidade.
Esculturas de cera das Spice Girls estão atualmente em exibição no famoso museu de cera Madame Tussauds New York. As esculturas das Spice Girls foram reveladas pela primeira vez em dezembro de 1999, tornando-se a primeira banda pop a ser modelado como um grupo desde os Beatles em 1964 na época. Uma escultura de Halliwell foi feita mais tarde em 2002, e acabou sendo exibida com as outras esculturas das Spice Girls depois que Halliwell se reuniu com a banda em 2007. Desde 2008, "Spiceworld: The Exhibition", uma coleção de mais de 5.000 recordações e merchandise das Spice Girls, foi apresentado em museus em todo o Reino Unido, incluindo o Leeds City Museum em 2011, Museu e Galeria de Arte de Northampton em 2012, Tower Museum em 2012, O Ripley's Believe It or Not! de Londres e Blackpool em 2015 e 2016, e o Coliseu de Watford em 2016. A coleção é de propriedade de Liz West, detentora do Guinness World Records por a maior coleção de recordações das Spice Girls. As próprias Spice Girls contribuíram com itens para a exposição. "The Spice Girls Exhibition", uma coleção de mais de 1.000 itens das Spice Girls de propriedade de Alan Smith-Allison, foi realizada no Centro Cultural Trakasol em Limassol Marina, Chipre, no verão de 2016. "Wannabe 1996-2016: A Spice Girls Art Exhibition", uma exposição de arte inspirada nas Spice Girls, foi realizada no The Ballery em Berlim em 2016 para celebrar o 20º aniversário do single de estreia do grupo, "Wannabe".

## Discografia
- Spice (1996)
- Spiceworld (1997)
- Forever (2000)

## Turnês
- Girl Power! Live in Istanbul (1997)
- Spice World Tour (1998)
- Christmas in Spice World Tour (1999)
- The Return of the Spice Girls (2007-08)
- Spice World – 2019 Tour (2019)

## Integrantes
- Melanie Brown/Mel B/"Scary Spice" (1994–2000, 2007–2008, 2012, 2018–2019)
- Emma Bunton/"Baby Spice"(1994–2000, 2007–2008, 2012, 2018–2019)
- Melanie Chisholm/Mel C/"Sporty Spice" (1994–2000, 2007–2008, 2012, 2018–2019)
- Victoria Beckham/"Posh Spice" (1994–2000, 2007–2008, 2012)
- Geri Halliwell/"Ginger Spice" (1994–1998, 2007–2008, 2012, 2018–2019)

## Publicações

### Livros
- Spice Girls (1997). Girl Power: The Official Book by the Spice Girls (em inglês). Londres, Inglaterra: Carlton Books. ISBN 0-233-99165-4
- Spice Girls, Rebecca Cripps, Mal  Peachey (1997). Real Life : Real Spice: The Official Story by the Spice Girls (em inglês). Londres, Inglaterra: Zone/Chameleon Books. ISBN 0-233-99299-5
- Spice Girls (1997). Geri "Ginger Nutter": Official Spice Girls Pocket Books (em inglês). Londres, Inglaterra: Carlton Books. ISBN 0-233-99321-5
- Spice Girls (1997). Emma "Baby Talking": Official Spice Girls Pocket Books (em inglês). Londres, Inglaterra: Carlton Books. ISBN 0-233-99322-3
- Spice Girls (1997). Mel C "Tuff Enuff": Official Spice Girls Pocket Books (em inglês). Londres, Inglaterra: Carlton Books. ISBN 0-233-99324-X
- Spice Girls (1997). Victoria "The High Life": Official Spice Girls Pocket Books (em inglês). Londres, Inglaterra: Carlton Books. ISBN 0-233-99325-8
- Spice Girls (1997). Mel B "Don't Be Scared": Official Spice Girls Pocket Books (em inglês). Londres, Inglaterra: Carlton Books. ISBN 0-233-99323-1
- Spice Girls, Rebecca Cripps (1997). Spice World: The Official Book of the Movie (em inglês). Londres, Inglaterra: Ebury Press. ISBN 0-091-86420-8
- Spice Girls (1999). Forever Spice (em inglês). Londres, Inglaterra: Little, Brown and Company. ISBN 0-316-85361-5

### Revistas
- Spice Girls, Rebecca Cripps (1997). «Spice». Spice: The Only Official Spice Girls Magazine (em inglês) 1ª ed. Londres, Inglaterra: John Brown Publishing
- Spice Girls, Rebecca Cripps (1997). «Girl Power!». Spice: The Only Official Spice Girls Magazine (em inglês) 2ª ed. Londres, Inglaterra: John Brown Publishing
- Spice Girls, Rebecca Cripps (1997). «Girl Power to the Max». Spice: The Only Official Spice Girls Magazine (em inglês) 3ª ed. Londres, Inglaterra: John Brown Publishing
- Spice Girls, Rebecca Cripps (1997). «Welcome to Spiceworld». Spice: The Only Official Spice Girls Magazine (em inglês) 4ª ed. Londres, Inglaterra: John Brown Publishing
- Spice Girls, Rebecca Cripps (1998). «Summer Special». Spice: The Only Official Spice Girls Magazine (em inglês) 5ª ed. Londres, Inglaterra: John Brown Publishing
- Spice Girls, Rebecca Cripps (1998). «Win! A VIP Trip to Our Concert in New York». Spice: The Only Official Spice Girls Magazine (em inglês) 6ª ed. Londres, Inglaterra: John Brown Publishing
- Spice Girls, Rebecca Cripps (1998). «Friends Forever!». Spice: The Only Official Spice Girls Magazine (em inglês) 7ª ed. Londres, Inglaterra: John Brown Publishing
- Spice Girls, Rebecca Cripps (1998). «We're Home». Spice: The Only Official Spice Girls Magazine (em inglês) 8ª ed. Londres, Inglaterra: John Brown Publishing
- Spice Girls, Rebecca Cripps (1999). «Spicy Xmas!». Spice: The Only Official Spice Girls Magazine (em inglês) 9ª ed. Londres, Inglaterra: John Brown Publishing